# Чень Шидао
Чень Шидао (陳師道, 1053 — 29 грудня 1101) — китайський поет часів династії Сун, представник цзянсійської школи.

## Життєпис
Народився у 1053 році у м. Пучен області Сюйчжоу (сучасна провінція Цзянсу). Син Чень Ці (1017—1076), таймяо чжайлан (чиновника в імператорському храмі предків), та Пан Цзі, доньки сунського міністра. У 1069 році його наставником стає Цзен Ґун, відомий літератор. Його кар'єра не вдалася. Чень Шидао виступив проти реформ Ван Аньши. Тому Чень відмовився від спроби скласти імператорський іспит. Заробляв викладанням приватних уроків. У 1081 Цзен Гун рекомендував зарахувати Чень Шидао, який вже уславився знанням «Ши цзин» і «Лі цзи», в число вчених, які працювали над складанням хронік правління П'яти династій, але з цього нічого не вийшло — адже Чень Шидао не склав потрібних іспитів, він не обіймав посади, його ім'я не значилося в табелі про ранги. Пропонували кандидатуру Чень Шидао і в столичне училище Тайсюе, але і це призначення вченому не судилося отримати.
У 1084 році, бачачи тяжке становище доньки і онуків, Го Гай, тесть Чень Шидао, відвіз їх усіх з його будинку в Ченду, де отримав призначення на посаду начальника тюремних установ. У 1087 році він, будучи другом Су Ши, відомим противником реформ Ван Аньши і головою «консерваторів», був рекомендований останнім на посаду цзяошоу (викладача) в рідну область Сюйчжоу. Тепер у нього з'явилися кошти утримувати сім'ю, і дружина з дітьми після майже чотирирічної розлуки повернулася в його будинок. Чиновницька доля Чень Шидао і далі складалася непросто: не бажаючи поступатися переконаннями, він чи не єдиний з колишніх однодумців відправився до опального Су Ши, коли той в 1089 році був висланий керувати Ханчжоу, відсутність на службі коштувала Ченю викладацької посади. Втім, незабаром він отримав її знову, а через деякий час за рекомендацією Лян Тао (1034—1097) був призначений і в Тайсюе. Втім доволі швидко вимушений був піти звідти й стати цзяошоу в області Цзюончжоу. Однак і на цій посаді Чень Шидао довго не протримався: у 1094 році йому запропонували вийти у відставку з огляду на те, що він займає пост не склавши необхідних для того державних іспитів, і вчений виїхав до рідного Пучена. Тут він жив у злиднях, повністю віддаючись вченим заняттям і літературній творчості.
У 1100 році Чень Шидао був викликаний до двору, де дістав призначення на посаду чженцзи (коректора текстів) в Мішушен. Взимку 1101 року, будучи на церемонії імператорських жертвоприношень у передмісті столиці, Чень Шидао, що не мав достатньо теплого одягу і був занадто гордий для того, щоб прийняти його від сторонніх — дружина позичила йому одяг у свого далекого знатного родича, але Чень Шидао з обуренням відкинув той одяг, — сильно застудився, захворів і 29 грудня того ж року помер.

## Творчість
Входив до гуртка Хуан Тінцзяня, багато в чому наслідуючи останнього. Разом з тим Чень був менш ортодоксальним, ніж Хуан, і вірші його відрізняються більшою простотою і природністю. Улюблені теми поезії Чень Шидао — труднощі життя людини, природа, сільське життя. Прикладом є збірки «Вірші Хоушаня», «Хоушань цзи» у 30 цзюанях, збірка прози біцзи «Збірка бесід Хоушаня».